# チャン・キム
チャン・キム（英: Chan Kim、1990年3月24日 - ）は、韓国出生で、アメリカ合衆国を拠点に活動する韓国系アメリカ合衆国人男性プロゴルファーである。2020–21シーズン日本ツアー賞金王。

## 経歴・人物
1990年に韓国・水原市にて出生したが、幼少時にアメリカ合衆国・ハワイ州へ移住し、後にアメリカ合衆国へ帰化した。
ゴルフを始めたのは12歳の時であるが、アリゾナ州のハミルトン・ハイスクールに進学してから本格的にゴルフ競技を取り組むようになる。ハイスクールを経て、アリゾナ州立大学へ進学した。
アマチュア時代には2009年太平洋沿岸アマチュアゴルフ選手権を制し、2010年のアリゾナストロークプレイ選手権で優勝している。
アリゾナ州立大学在学中の2010年にプロ転向。プロ入り当初はPGAツアー、ヨーロピアンツアー、アジアンツアーを転戦し、2014年に日本ゴルフツアー機構（JGTO）のクォリファイングトーナメントに挑戦して1位通過を果たし、2015年より日本ツアーに本格参戦する。
2017年、ミズノオープンにて15アンダーでJGTOツアー初優勝を飾る。この年は長嶋茂雄Invitational セガサミーカップゴルフトーナメント、HEIWA・PGMチャンピオンシップと合わせて3勝を挙げ、賞金ランクも3位という成績であったが、シーズン終盤の三井住友VISA太平洋マスターズで腰痛を発症して試合を棄権して以後は故障との戦いを強いられる。2018年3月のWGCメキシコ選手権の練習ラウンド中にトラブルショットの自打球が右手首に当たり全治5ヶ月の骨折を負うアクシデントにも見舞われ、2018年の公式ツアー大会を全て休場する憂き目となった。
2019年のJGTOツアー開幕戦の東建ホームメイトカップで1年5ヶ月ぶりに公式ツアー大会へ復帰。同年の日本オープンゴルフ選手権競技では最終日に8打差をひっくり返す逆転勝利で2年ぶりのツアー勝利を果たした。

## プロ優勝 (7)

### 日本ツアー (7)
| Legend                    |
| Japan Opens (1)           |
| Japan majors (2)          |
| Other Japan Golf Tour (5) |

| No. | Date         | Tournament                                              | Winning score         | Margin of victory | Runner(s)-up                       |
| --- | ------------ | ------------------------------------------------------- | --------------------- | ----------------- | ---------------------------------- |
| 1   | May 28, 2017 | 全英への道 ミズノオープン                               | −15 (68-70-67-68=273) | 5 stroke          | マイケル・ヘンドリー               |
| 2   | Jul 9, 2017  | 長嶋茂雄Invitational セガサミーカップゴルフトーナメント | −18 (67-70-67-66=270) | 1 stroke          | 黄重坤（ハン・ジュンゴン）         |
| 3   | Nov 5, 2017  | HEIWA・PGMチャンピオンシップ                            | −6 (67-70-72-69=278)  | 1 stroke          | 池田勇太, 宋永漢（ソン・ヨンハン） |
| 4   | Oct 20, 2019 | 日本オープンゴルフ選手権競技                            | +1 (74-69-75-67=285)  | 1 stroke          | 堀川未来夢, ショーン・ノリス       |
| 5   | Dec 6, 2020  | ゴルフ日本シリーズ JTカップ                             | −8 (66-66-73-67=272)  | 1 stroke          | 岩田寛, 大槻智春, 谷原秀人         |
| 6   | Oct 3, 2021  | バンテリン東海クラシック                                | -14 (64-68-69-69=270) | 2 stroke          | 大槻智春, 池田勇太, 香妻陣一朗     |
| 7   | Nov 21, 2021 | ダンロップフェニックストーナメント                      | -17 (69-69-66-63=267) | 1 stroke          | 片岡尚之, 木下稜介                 |